# Campo sportivo di San Gottardo
Il campo sportivo di San Gottardo è stato un campo da calcio velodromo di Genova, situato in località Fameiano di Montesignano, sul lato opposto del Bisagno rispetto alla frazione di San Gottardo.

## Storia
Nel 1907 il Genoa fu obbligato a lasciare il vecchio campo di Ponte Carrega poiché l'area in cui sorgeva sarebbe stata destinata dalle autorità cittadine allo sviluppo industriale (al posto dell'impianto sorse infatti un gasometro). Vieri Arnaldo Goetzlof, socio, dirigente e calciatore del sodalizio rossoblu si incaricò di trovare una località adatta per far sorgere un nuovo impianto sportivo, cosa che fece il primo luglio acquisendo e spianando a proprie spese un terreno di proprietà dei marchesi Marassi, sito di fronte alla frazione di San Gottardo del quartiere di Staglieno.

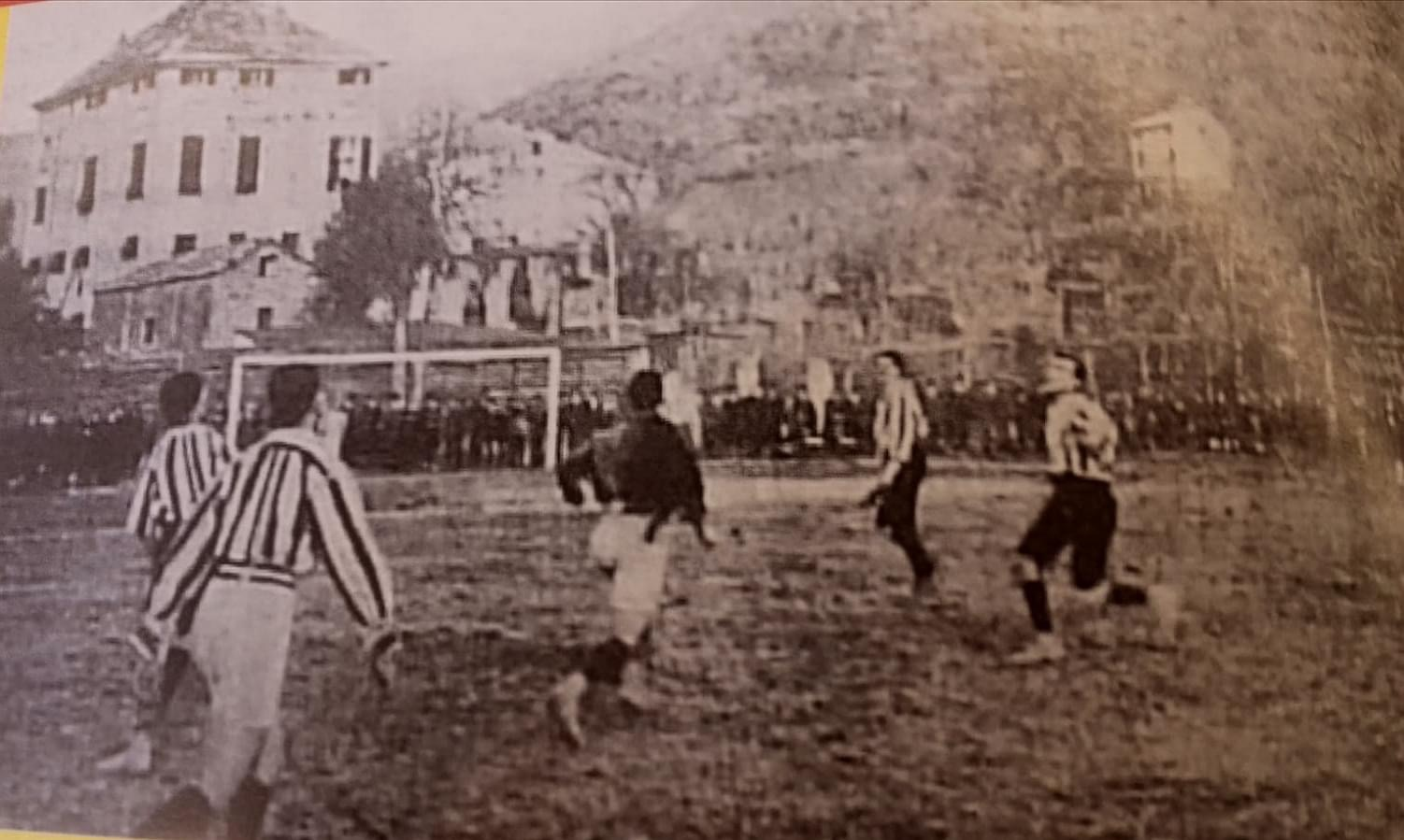
Partita del Genoa nel campo "di San Gottardo". Si vede chiaramente la soprastante villa dei marchesi Marassi, tuttora esistente, che ci aiuta a collocare il campo nella vicina Fameiano di Montesignano.

Questo impianto benché più lontano dal centro del precedente era collegato alla città grazie alla linea tramviaria cittadina che arrivava alla vicinissima San Gottardo, località raggiungibile tramite una passerella che attraversava il torrente Bisagno. 
L'esordio genoano avvenne l'8 dicembre 1907 con una amichevole contro l'equipaggio della nave britannica Canopic. L'incontro terminò con la vittoria dei genoani per 2-1 che in quella occasione schierarono: Brunoldi, Storace, Queirolo, Cevasco, Ferraris, Castruccio, Marassi, Balbi, De Bruyn, Marengo e Goetzlof.
L'impianto, troppo piccolo per l'esigenze del club, venne sostituito a partire dal 22 gennaio 1911 dal Campo di Marassi, il futuro Ferraris.